# Aldo Montano (tirador d'esgrima, 1978)
|  | No s'ha de confondre amb Mario Aldo Montano o Aldo Montano (tirador d'esgrima, 1910). |

Aldo Montano (Liorna, 18 de novembre de 1978) és un esportista italià que competeix en esgrima, especialista en la modalitat de sabre.
Va participar en cinc Jocs Olímpics d'Estiu, entre els anys 2004 i 2020, i hi va obtenir en total cinc medalles: or i plata a Atenes 2004, en les proves individual i per equips (juntament amb Giampiero Pastore i Luigi Tarantino); bronze a Pequín 2008, en la prova per equips (amb Diego Occhiuzzi, Luigi Tarantino i Giampiero Pastore); bronze a Londres 2012, per equips (amb Diego Occhiuzzi, Luigi Tarantino i Luigi Samele), i plata a Tòquio 2020, per equips (juntament amb Enrico Berrè, Luca Curatoli i Luigi Samele).
Va guanyar 12 medalles en el Campionat Mundial d'Esgrima entre els anys 2002 i 2019, i 11 medalles en el Campionat d'Europa d'esgrima entre els anys 2002 i 2019.
Prové d'una família de reeixits tiradors: el seu pare, Mario Aldo, va ser campió olímpic i bicampió mundial; el seu avi Aldo, dues vegades subcampió olímpic i pentacampió mundial, i els seus oncles Mario Tullio, Carlo i Tommaso, també medallistes olímpics i mundials.

## Palmarès internacional
| Jocs Olímpics      | Jocs Olímpics             | Jocs Olímpics | Jocs Olímpics    |
| Any                | Lloc                      | Medalla       | Prova            |
| ------------------ | ------------------------- | ------------- | ---------------- |
| 2004               | Atenes ( Grècia)          | 1             | Sabre individual |
| 2004               | Atenes ( Grècia)          | 2             | Sabre per equips |
| 2008               | Pequín ( R.P. de la Xina) | 3             | Sabre per equips |
| 2012               | Londres ( Regne Unit)     | 3             | Sabre per equips |
| 2020               | Tòquio (Japó Japó)        | 2             | Sabre per equips |
| Campionat del món  |                           |               |                  |
| Any                | Lloc                      | Medalla       | Prova            |
| 2002               | Lisboa ( Portugal)        | 2             | Sabre per equips |
| 2003               | l'Havana ( Cuba)          | 3             | Sabre individual |
| 2005               | Leipzig ( Alemanya)       | 2             | Sabre per equips |
| 2007               | Sant Petersburg ( Rússia) | 2             | Sabre individual |
| 2007               | Sant Petersburg ( Rússia) | 3             | Sabre per equips |
| 2009               | Antalya ( Turquia)        | 2             | Sabre per equips |
| 2010               | París ( França)           | 2             | Sabre per equips |
| 2011               | Catània ( Itàlia)         | 1             | Sabre individual |
| 2011               | Catània ( Itàlia)         | 3             | Sabre per equips |
| 2015               | Moscou ( Rússia)          | 1             | Sabre per equips |
| 2018               | Wuxi ( R.P. de la Xina)   | 2             | Sabre per equips |
| 2019               | Budapest ( Hongria)       | 3             | Sabre per equips |
| Campionat d'Europa |                           |               |                  |
| Any                | Lloc                      | Medalla       | Prova            |
| 2002               | Moscou ( Rússia)          | 2             | Sabre per equips |
| 2003               | Bourges ( França)         | 2             | Sabre per equips |
| 2005               | Zalaegerszeg ( Hongria)   | 1             | Sabre individual |
| 2009               | Plòvdiv ( Bulgària)       | 1             | Sabre per equips |
| 2010               | Leipzig ( Alemanya)       | 1             | Sabre per equips |
| 2011               | Sheffield ( Regne Unit)   | 1             | Sabre per equips |
| 2013               | Zagreb ( Croàcia)         | 1             | Sabre per equips |
| 2015               | Montreux ( Suïssa)        | 2             | Sabre per equips |
| 2017               | Tbilisi ( Geòrgia)        | 2             | Sabre per equips |
| 2018               | Novi Sad ( Sèrbia)        | 2             | Sabre per equips |
| 2019               | Düsseldorf ( Alemanya)    | 3             | Sabre per equips |